# Sindacato italiano alta moda
Il Sindacato italiano alta moda (SIAM) viene fondato nel 1953 da Emilio Schuberth, le sorelle Fontana, Vincenzo Ferdinandi, Jole Veneziani, Alberto Fabiani, Giovannelli-Sciarra, Mingolini-Gugenheim, Eleonora Garnett, Simonetta in disaccordo con il nobile fiorentino Giovanni Battista Giorgini considerato il fondatore dell'alta moda in Italia. Successivamente aderiscono Fernanda Gattinoni e Clarette Gallotti della Tessitrice dell'Isola.

## Storia
Dieci anni prima, nel 1935 era nato a Torino, su iniziativa del governo fascista, l'Ente Nazionale Moda per aiutare lo sviluppo dell'industria tessile e della moda italiana. Nell'ottobre del 1946 una nuova associazione "Ente moda" organizzò al Palazzo Reale di Torino una mostra nazionale dell'arte della moda, cercando così di recuperare il ruolo centrale del vecchio ente di epoca fascista.. Il nuovo Ente moda, il cui presidente era il conte Dino Lora Totino, era sicuro di poter ottenere un riconoscimento ufficiale del governo. Tuttavia nel 1949 fu creato a Milano il "Centro italiano della moda" che naturalmente entrò in rivalità per ottenere un ruolo di riferimento rispetto al rivale torinese.
Nel 1949, grazie al matrimonio fra Tyrone Power e Linda Christian anche le sartorie romane conquistarono fama e popolarità e il 5 novembre di quello stesso anno nacque, su iniziativa della "Camera di commercio di Roma" il "Comitato della moda". In quegli anni vi erano dunque tre enti rivali che si osteggiavano l'un l'altro e fu così che il conte Giovanni Battista Giorgini riuscì a organizzare la sua famosa sfilata del 12 febbraio 1951 in cui presentò ai compratori americani le creazioni di numerose sartorie romane e milanesi, ma non torinesi, eccezione fatta per Mirsa creata dalla marchesa piemontese Olga Cisa Asinari di Grésy.
Nel 1951 l'Ente moda di Torino era riuscito a ottenere dal governo il titolo ufficiale di Ente Italiano Moda (EIM) e forte di questo nuovo riconoscimento il suo direttore, Vladimiro Rossini, spinse Giorgini a organizzare le sfilate sotto il patrocino dell'ente torinese.
Le rivalità non si placarono e fu così che nel 1953 nacque a Roma, con sede al n.121 di Piazza Montecitorio il Sindacato italiano alta moda (SIAM), con lo scopo di tutelare l'alta moda "... realizzata prevalentemente da una dozzina di case romane, da un paio di case milanesi e da qualche altra di Torino e Firenze." Il cocktail di inaugurazione si svolse all'Open Gate di Rudy e Consuelo Crespi, annoverando tra i partecipanti all'evento anche Beppe Modenese che diverrà successivamente presidente della Camera Nazionale della Moda Italiana.
I "secessionisti" come venivano chiamati, furono gli stilisti romani e polemicamente fecero sfilare le loro creazioni nei propri atelier a Roma, due giorni prima delle sfilate di Palazzo Pitti a Firenze. Si cercò anche una sede di prestigio dove organizzare sfilate da contrapporre a Palazzo Pitti e le più importanti furono Castel Sant'Angelo e le Terme di Diocleziano.
Era ancora un momento pionieristico per l'alta moda italiana impegnata in quegli anni a fronteggiare lo strapotere dei francesi.
Lo statuto del sindacato vietava la partecipazione ai défilé della Sala Bianca di Palazzo Pitti. Roma reclamava a sé il diritto a fare per proprio conto. Nella realtà, a provocare lo scisma era stato il fastidio per l'obbligo di presentare solo 18 vestiti nella tre giorni di Palazzo Pitti.
L'11 giugno 1958 fu fondata a Roma la "Camera Sindacale della Moda Italiana" in cui convergevano sia i bisogni dell'alta moda romana che quelli della moda-boutique fiorentina. Il 29 settembre 1962, tale istituzione si trasformò nella Camera Nazionale della Moda Italiana (CNMI) grazie all'adesione delle case di moda milanesi.